# 南澳祖師廟
南澳祖師廟，位于中国广东省汕头市南澳县后宅镇城西村，主祀潮州高僧大峰祖師，现为南澳县文物保护单位，类型为古建筑，公布时间为1999年9月24日。历史年代为清代。
大峯祖師是潮州高僧，鋪橋造路，功德無數，在潮陽和平有大峯祖師廟，清末南澳瘟疫流行，有一黃姓魚販至潮陽祭拜大峯祖師，隨即病癒。而後他迎接祖師香火到南澳接受奉祀，瘟疫隨即平息，鄉民大喜，於是找來堪輿師以紅絲帶拉線，選出吉地，打算建廟奉祀，卻發現夜半飛砂走石，連祖師的香爐都被吹到數丈之外的一塊大岩石之上，連紅絲線都被吹至香爐旁，於是檀越們擲杯請示神諭，原來神靈自己擇取了這塊土地，而堪輿師也嘆為觀止，認為此穴更吉，於是建廟奉祀。